# Oxypogon
Az Oxypogon  a madarak osztályának sarlósfecske-alakúak (Apodiformes)  rendjébe és a kolibrifélék (Trochilidae) családjába tartozó nem.

## Rendszerezés
A nembe az alábbi 7 faj tartozik:
- szakállas hegymászókolibri (Oxypogon nobilis vagy Oreonympha nobilis)
- Oxypogon olivaceus vagy Chalcostigma olivaceum
- bóbitás parámó-kolibri (Oxypogon guerinii)
- szakállas sisakkúpos kolibri (Oxypogon ruficeps vagy Chalcostigma ruficeps)
- Oxypogon stanleyi vagy Chalcostigma stanleyi
- Oxypogon heteropogon vagy Chalcostigma heteropogon
- Oxypogon herrani vagy Chalcostigma herrani